# 극한직업
《극한직업》은 2019년 2월에 개봉한 대한민국의 영화이자 23번째 천만 관객 돌파 영화이다.
대한민국에서는 개봉 15일만인 2019년 2월 6일, 관객 수가 1,000만 명을 넘어섰다. 총 누적 관객수는 16,266,337명으로 역대 관객수 순위 2위, 역대 매출액 순위 1위를 기록했다. 극한직업의 순제작비는 65억 원, 총제작비는 약 95억 원이다. 총 매출은 1396억으로, 제작비의 14배가 넘는다.

## 줄거리
마약반은 날마다 사건 사고를 일으키는 것이 일상처럼 되어 있었으며, 성과는 전무하여 해체 위기까지 맞이하게 된다. 그러던 중, 반장 고 반장은 후배 최 반장으로부터 국제 범죄조직의 마약 밀반입 정황을 보고받는다. 이에 따라 마약반은 조직의 아지트 인근 치킨집에서 잠복 근무를 시작한다. 그러나 정작 조직원들의 흔적은 찾아볼 수 없었고, 치킨집 주인은 매출 부진을 이유로 가게를 정리하려 한다. 이대로라면 잠복 근무조차 이어갈 수 없는 상황에 놓이자, 마약반은 결국 직접 가게를 인수하고 위장 창업을 단행한다. 배달을 위장하여 조직의 아지트를 수색하는 것이 그들의 목표였다.
하지만 사태는 예상과 다르게 흘러갔다. 옆 건물의 아지트는 좀처럼 움직임이 없었고, 오히려 형사 마봉팔의 탁월한 요리 솜씨 덕에 치킨집은 성황을 이루었다. 정신을 차려보니 수사는 뒷전으로 밀려나고, 형사들은 치킨 장사에만 몰두하고 있었다. 그러던 중, 한 번도 주문이 없던 옆 건물에서 치킨을 주문해오자 마약반은 비로소 본래의 목적을 떠올리고 만반의 준비를 한 뒤 아지트로 향한다. 그러나 그곳에는 조직원이 아닌 인근 아주머니들이 있었을 뿐이며, 조직은 이미 자취를 감춘 뒤였다.
설상가상으로, 잠복 중인 마약반을 촬영하던 PD들이 폭로 방송을 내보내 치킨집은 또 한 번 위기를 맞는다. 그러나 곧 정체불명의 인물이 거액을 투자하며 프랜차이즈 사업이 시작된다. 하지만 그 사업은 함정이었다. 가맹점 직원들은 모두 범죄 조직의 일원들이었으며, 투자자 역시 조직의 명을 받아 마약을 제조하고 이를 가맹점으로 유통시키고 있었다.
이 사실을 알지 못한 마약반은 사업을 제대로 운영하자는 명목으로 가맹점 단속에 나섰으나, 마봉팔은 도박판에 휘말려 붙잡히고, 김재훈은 마약을 직접 접한 뒤 정상적인 판단을 할 수 없는 상태에 빠진다. 그 결과 마약반 전체가 위기에 놓인다. 과연 이들은 이무배가 주도하는 거대한 마약 거래를 저지할 수 있을 것인가.

## 캐스팅

### 경찰

#### 주인공 5인조
- 고상기 (배우: 류승룡)

마약반을 이끄는 반장. 맡은 사건에는 항상 충실하지만 밑에 팀원들의 의욕이 지나치게 과다한데다 더불어 허당끼까지 있기 때문에 사건사고만 몰고오기 일쑤. 실적이 없어서 후배보다도 승진이 늦어지고 있다. 하지만 강력사건만 20년을 맡아와서인지 칼을 12번이나 맞았는데도 여태 사지육신 멀쩡하게 살아있어서 '좀비'라는 별명까지 있을정도로 뛰어난 강자.
- 장연수 (배우: 이하늬)

마약반의 홍일점. 현장을 뛰어다니다 보니 껄렁함이 온몸에 베였으며 거기에 걸맞게 무에타이 동양 챔피언 출신이라 후반부 때로 덤벼드는 이무배의 조직원들의 공격을 순식간에 피해버린 다음 그들을 때려잡는다. 같이 다니는 마봉팔 형사를 '얼굴밖에 볼게 없는 녀석'이라고 말한다.
- 마봉팔 (배우: 진선규)

마약반의 트러블 메이커. 본가가 '수원왕갈비'라는 왕갈비집을 하고있어서 요리에 무척이나 빠삭했고 처음 만드는 치킨도 아주 맛있게 튀겨냈다. 이는 그냥 잠입수사용 아지트로만 쓰려던 치킨가게가 유명맛집으로 번창하는 계기가 됐다. 더군다나 유도 국가대표 특채로 형사가 된거라 엄청난 괴력을 가졌으며 화교 출신이라 중국어를 할 수 있다. 여기에 동료 여경을 홀리는 마성의 매력까지 더해지면서 능력과 사랑까지 모두 겸비한 만능.
- 김영호 (배우: 이동휘)

마약반 형사들이 수사는 뒷전이고 장사에만 열을 올릴때 홀로 이무배 패거리들을 미행하며 본업에 충실하고 있었다. 게다가 본인 입으로도 자신은 '미행전문'이라고 말했을 정도로 미행이나 사진촬영 등을 주로 맡았다. 하지만 나중에 밝혀진 사실에 의하면 해군 특수부대 UDT 출신으로 사람도 죽여봤다는 소문이 있을정도로 강력한 전투력을 지녔다. 거기에 걸맞게 잡는 족족 뼈를 부러뜨리는 화려한 관절기 기술을 선보인다.
- 김재훈 (배우: 공명)

마약반의 막내형사. 마약반 실적이 없다보니 형사가 된 이래, 범인을 검거해본 적이 한번도 없다고 한다. 그래서 의욕만 앞서서 생각도 안해보고 행동부터 하는 경향이 있다. 야구선수생활로 맷집이 두터워진지라 이무배 패거리들 여러명에게 둘러싸여 두들겨 맞는데도 '안 아파'라는 말만 연발하다 일어서서 들고있던 경찰봉으로 그들을 제압하기 시작한다.

#### 기타 인물
- 최 반장 (배우: 송영규)

강력반 반장. 툭하면 사건사고를 몰고와 서장에게 불려가는게 일상인 마약반 형사들과는 달리 실적을 많이 세워 고 반장보다 먼저 승진해 과장이 됐다. 겉으로 보기에는 고 반장과 마약반을 깔보는것처럼 보이지만 회식할 때 마약반도 함께 데리고 가는가 하면 팀 해체를 막기위해 슬쩍 정보를 흘리는 등 최소한의 정은 있는듯 하다.
- 서장 (배우: 김의성)

툭하면 사건사고를 몰고오는 마약반때문에 골머리를 앓고있는 마포서 서장. 그래서 후반부에는 직접 해체선언까지 하려고 했지만 상기의 전화 한통을 필두로 모든 팀원들이 뛰쳐나가버리는 바람에 실패했다. 마지막에는 팀원 전원이 특진을 하는걸 보고는 매우 흐뭇해했다.

### 범죄자
- 이무배 (배우: 신하균) - 본작의 메인 빌런이자 최종 보스.

마약반이 쫓고있는 국제 범죄조직의 보스. 유치찬란한 말싸움을 일삼는 가벼운 사람으로 보이지만 범죄자의 악명에 걸맞게 부하가 잘못을 하면 아무렇지도 않게 칼로 다리를 베거나 상황이 꼬이자 총부터 꺼내드는 등 본성은 무척이나 냉정하고 잔인하다. 후반부, 마약반이 턱밑까지 쫓아오자 모든 혐의를 친구이자 라이벌인 테드 창에게 뒤집어씌우고 도주하려고 했으나 밀항선까지 쫓아온 상기에게 제압당했다.
- 테드 창 / 김창식 (배우: 오정세)

무배의 친구이자 라이벌. 호시탐탐 자길 노리는 무배를 경계중에 있다. 무배와 마약거래를 하던도중 경찰이 난입하자 도망치려 했으나 무배가 무릎에 기습적으로 총을 쏜데다 선희의 제압까지 더해져 오도가도 못하는 처량한 신세가 됐고 금세 체포당했다.
- 홍상필 (배우: 양현민) - 본작의 서브 빌런.

이무배 조직의 행동대장. 마약반 형사들이 잠입중이던 치킨집 옆건물을 아지트로 쓰고 있었지만 바로 옆 치킨집이 맛집이 되어 하루가 멀다하고 사람들이 몰려오는걸 보고는 노출될 가능성인 높아지자 황급히 이사를 갔다. 중간역할을 하던 마약상이 잡혀버리는 바람에 무배와 그의 경호원 선희에게 번갈아 칼을 그여서 영화가 끝날때까지 계속 깁스를 하고 목발을 짚고다닌다. 강력반 형사들을 따돌리고 도망치려다 스쿨버스에 치여 잡혔다.
- 선희 (배우: 장진희) - 본작의 메인 악녀이자 중간 보스.

이무배의 여성 경호원. 경호원 직업에 걸맞게 건장한 남자 수십명을 순식간에 제압해버리는 압도적인 싸움실력을 가졌다. 대사도 거의 없으며 말 한마디 없이 기계처럼 싸움만 하는 문답무용식의 액션장면이 대부분을 차지했다. 막판에도 힘 깨나 쓴다는 상기와 봉팔까지 가볍게 제압했지만 뒤따라 달려온 연수만은 끝내 당해내지 못했다.
- 정 실장 (배우: 허준석)

이무배 조직의 브레인. 사업가로 위장해 마약반이 꾸리는 치킨집을 프렌차이즈화 시켜 마약운반책으로 이용하기 시작한다. 막판에는 경찰과 내통한 범죄자로 찍혀 끌려온 봉팔과 나란히 결박당한다.
- 환동 (배우: 이중옥) - 본작의 라운드 보스.

영화 초반, 마약반이 쫓던 도박꾼. 하지만 도로에서 추격전을 펼치다 차에 치여 전치 14주치 부상을 입었다. 나중에 밝혀진 사실에 의하면 이무배 조직이 고용한 중간책 담당이었다.

### 기타
- 치킨집 주인 (배우: 김종수)

마약반이 이무배 패거리들의 아지트를 감시하기 위해 잠복수사 장소로 사용하던 치킨집 사장. 일주일 내내 손님이라고는 마약반 형사들이 전부일 정도로 장사가 되지 않자 결국 가게를 내놓고 떠나버렸다. 그리고 마약반 형사들이 경찰신분을 숨기기 위해 복잡한 가족관계로 위장하자 '아메리칸 스타일'이라고 감탄하고는 퇴직금까지 털어 인수비용을 갖고 온 상기에게 가게를 넘겼다.
- 고예진 (배우: 최정은)

상기의 딸. 엄마가 한창 반장소리 지겹다며 남편 바가지를 긁고 있을 때 나타나서 '반장됐다'라고 소리치는 바람에 본의 아니게 엄마의 화를 더 솟구치게 만들었다. 아빠를 무척이나 좋아해서 어렸을 적에는 장래희망을 용의자라고 적어냈다고 한다. 왜냐하면 용의자가 되면 일 때문에 자주 못 들어오는 경찰 아빠를 자주 볼 수 있기 때문에.

### 단역
- 한준우: 마포서 강력반1 역
- 지찬: 마포서 강력반2 역
- 이한종: 마포서 강력반3 역
- 김성우: 마포서 강력반4 역
- 이동용: 네일아트샵 마작남1 역
- 김병호: 네일아트샵 마작남2 역
- 한동희: 네일아트샵 마작남3 역
- 박재홍: 이무배 조직원1 역
- 안성봉: 이무배 조직원2 역
- 권지훈: 이무배 조직원3 역
- 조주한: 이무배 조직원4 역
- 박도영: 이무배 조직원5 역
- 편광진: 이무배 조직원6 역
- 이유진: 이무배 조직원7 역
- 하철: 이무배 조직원8 역
- 서호철: 안산분점 조직원1 역
- 나철: 안산분점 조직원2 역
- 장지웅: 안산분점 조직원3 역
- 태원석: 안산분점 조직원4 역
- 이정수 : 전효봉 역 - 광주분점 조직원 1
- 이왕수: 천만기 역 - 광주분점 조직원 2
- 이상찬: 광주분점 조직원3 역
- 박정표: 부산분점 조직원1 역
- 장격수: 부산분점 조직원2 역
- 박진아: 파란대문 여자 역
- 이운산: 아파트 남자 역
- 임유란: 벤츠 아줌마 역
- 유제윤: 카메라맨 역
- 김명준: 정실장 넥타이직원 역
- 임정묵: 테드 창 수하1 역
- 오민준: 테드 창 수하2 역
- 홍완표: 제복경찰1 역
- 최광원: 제복경찰2 역
- 이범찬: 치킨집 커플남 역
- 윤설: 치킨집 커플녀 역
- 정재광: 궁평항 제복경찰 역
- 정원창: 부산분점 손님 역
- 조현숙: 광주분점 아줌마손님1 역
- 배정선: 광주분점 아줌마손님2 역
- 김남우: 안산분점 남자손님 역
- 김가빈: 안산분점 여자손님 역
- 김천: 목욕탕 직원 역
- 정우영: 시흥분점 배달원 역
- 임세운: 부동산아저씨 역
- 최신득: 목욕탕 문신조폭 역
- 정윤회: 일본 관광가이드 역
- 고봉구: 대구분점 조직원1 역
- 김윤배: 대구분점 조직원2 역
- 이육현: 경찰청장 역
- 홍은진: 경찰행사장 여경 역
- 변봉식: 경찰행사장 사회자 역
- 정성훈: 중국집, 치킨집, 프랜차이즈 배달원 역
- 천준호: 네일아트샵 상상 경찰특공대1 역
- 권태호: 네일아트샵 상상 경찰특공대2 역
- 이광기: 쌍욕운전자 역

### 특별 출연
- 3층 아줌마 (배우: 신신애)

치킨집 옆 건물 3층 아줌마. 망원경으로 잠복 근무하던 마 형사와 우연히 눈이 마주치게 되자, 치한으로 오인해 경찰에 신고한다.
- 은정 (배우: 김지영)

상기의 아내. 20년동안 야근, 부상, 협박이 일상이면서도 언제나 만년반장인 남편때문에 하루하루 속이 타들어갔고 승진을 못하다 보니 반장이란 단어조차도 싫어했다. 그래도 나름 좋은 일 하는 사람이기에 애써 참고 살았는데 그런 남편이 업무시간에 장사나 하고 음식으로 사기까지 쳤다는것, 게다가 그 일을 하겠답시고 퇴직금까지 깼다는걸 알고는 퇴직금을 회수하지 못하면 이혼이라고 으름장을 놨다.
- 허 피디 (배우: 김강현)

맛집홍보방송 섭외 차 치킨집을 방문했다 매물차게 거절당하고 문전박대를 당했다. 이후 앙심을 품고 먹거리 추적방송으로 보복해버렸다. 이로 인해 마약반은 상부허락도 없이 장사를 하고 있었다는 사실이 들통나 정직처분을 받고 말았다.

## 일본판 성우진
- 시로쿠마 히로시 : 고상기(류승룡)
- 키무라 스즈카 : 장연수(이하늬)
- 우치노 타카아키 : 마봉팔(진선규)
- 하마노 다이키 : 김영호(이동휘)
- 시미즈 켄스케 : 김재훈(공명)
- ? : 최 반장(송영규)
- ? : 서장(김의성)
- ? : 이무배(신하균)
- ? : 홍상필(양현민)
- ? : 선희(장진희)
- ? : 정 실장(허준석)
- ? : 환동(이중옥)

## 수상
| 연도 | 시상식                                   | 상/부문                           | 수상자/후보자                  | 결과 |
| ---- | ---------------------------------------- | --------------------------------- | ------------------------------ | ---- |
| 2019 | 제55회 백상예술대상                      | 영화부문 남자 최우수연기상        | 류승룡                         | 후보 |
| 2019 | 제55회 백상예술대상                      | 영화부문 남자 조연상              | 진선규                         | 후보 |
| 2019 | 제55회 백상예술대상                      | 영화부문 여자 조연상              | 이하늬                         | 후보 |
| 2019 | 제55회 백상예술대상                      | 영화부문 남자 신인연기상          | 공명                           | 후보 |
| 2019 | 제55회 백상예술대상                      | 영화부문 시나리오상               | 문충일, 배세영, 이병헌, 허다중 | 후보 |
| 2019 | 제21회 우디네 극동영화제                 | 관객상                            | 이병헌                         | 수상 |
| 2019 | 제3회 안양申필름예술영화제               | 신상옥감독상                      | 이병헌                         | 수상 |
| 2019 | 제24회 춘사영화제                        | 감독상                            | 이병헌                         | 후보 |
| 2019 | 제24회 춘사영화제                        | 각본상                            | 문충일                         | 후보 |
| 2019 | 제24회 춘사영화제                        | 남우주연상                        | 류승룡                         | 후보 |
| 2019 | 제24회 춘사영화제                        | 남우조연상                        | 진선규                         | 후보 |
| 2019 | 제24회 춘사영화제                        | 신인남우상                        | 공명                           | 수상 |
| 2019 | 제24회 춘사영화제                        | 관객이 뽑은 최고 인기영화상       | 극한직업                       | 수상 |
| 2019 | 제39회 황금촬영상                        | 공로상                            | 김성환                         | 수상 |
| 2019 | 제1회 충북국제무예액션영화제             | 무예액션 어워드-올해의 신인배우상 | 장진희                         | 수상 |
| 2019 | 제1회 충북국제무예액션영화제             | 무예액션 어워드-흥행상            | 김미혜                         | 수상 |
| 2019 | 제28회 부일영화상                        | 최우수 감독상                     | 이병헌                         | 후보 |
| 2019 | 제28회 부일영화상                        | 남우조연상                        | 진선규                         | 후보 |
| 2019 | 제28회 부일영화상                        | 신인남자연기상                    | 공명                           | 후보 |
| 2019 | 제28회 부일영화상                        | 각본상                            | 문충일                         | 후보 |
| 2019 | 제7회 BIFF 마리끌레르 아시아 스타 어워즈 | 마리끌레르상                      | 이하늬                         | 수상 |
| 2019 | 제39회 한국영화평론가협회상              | 남우조연상                        | 진선규                         | 수상 |
| 2019 | 제39회 한국영화평론가협회상              | 영평 10선                         | 극한직업                       | 수상 |
| 2019 | 제40회 청룡영화상                        | 최우수 작품상                     | 극한직업                       | 후보 |
| 2019 | 제40회 청룡영화상                        | 감독상                            | 이병헌                         | 후보 |
| 2019 | 제40회 청룡영화상                        | 남우주연상                        | 류승룡                         | 후보 |
| 2019 | 제40회 청룡영화상                        | 남우조연상                        | 진선규                         | 후보 |
| 2019 | 제40회 청룡영화상                        | 여우조연상                        | 이하늬                         | 후보 |
| 2019 | 제40회 청룡영화상                        | 신인남우상                        | 공명                           | 후보 |
| 2019 | 제40회 청룡영화상                        | 편집상                            | 남나영                         | 후보 |
| 2019 | 제40회 청룡영화상                        | 각본상                            | 문충일                         | 후보 |
| 2019 | 제40회 청룡영화상                        | 청정원 인기스타상                 | 이하늬                         | 수상 |
| 2019 | 제40회 청룡영화상                        | 한국영화 최다관객상               | 극한직업                       | 수상 |
| 2019 | 제19회 대한민국청소년영화제              | 남자신인배우부문 인기영화인상     | 공명                           | 수상 |
| 2019 | 제8회 대한민국 베스트 스타상             | 베스트 감독상                     | 이병헌                         | 수상 |
| 2019 | 제8회 대한민국 베스트 스타상             | 베스트 주연상                     | 류승룡                         | 수상 |
| 2019 | 제8회 대한민국 베스트 스타상             | 베스트 신인상                     | 공명                           | 수상 |
| 2019 | 제19회 디렉터스 컷 어워즈                | 올해의 남자배우상                 | 류승룡                         | 후보 |
| 2019 | 제19회 디렉터스 컷 어워즈                | 올해의 각본상                     | 문충일                         | 후보 |
| 2019 | 제19회 디렉터스 컷 어워즈                | 올해의 감독상                     | 이병헌                         | 후보 |
| 2019 | 제6회 한국영화제작가협회상               | 편집상                            | 남나영                         | 수상 |
| 2020 | 제56회 대종상 영화제                     | 최우수 작품상                     | 극한직업                       | 후보 |
| 2020 | 제56회 대종상 영화제                     | 감독상                            | 이병헌                         | 후보 |
| 2020 | 제56회 대종상 영화제                     | 시나리오상                        | 문충일                         | 후보 |
| 2020 | 제56회 대종상 영화제                     | 남우조연상                        | 진선규                         | 수상 |
| 2020 | 제56회 대종상 영화제                     | 여우조연상                        | 이하늬                         | 후보 |
| 2020 | 제56회 대종상 영화제                     | 신인남우상                        | 공명                           | 후보 |
| 2020 | 제56회 대종상 영화제                     | 편집상                            | 남나영                         | 후보 |
| 2020 | 제56회 대종상 영화제                     | 기획상                            | 김미혜, 모성진                 | 수상 |

## 같이 보기
- 2019년 대한민국의 영화 목록
- 대한민국의 영화 흥행 기록
- 천만 관객 돌파 영화

## 참고 사항
- 류승룡, 진선규와 이동휘는 영화 《도리화가》 이후로 4년만에 재회한다.
- 이하늬는 MBC 일일드라마 《불굴의 며느리》 이후로 8년만에 재회한다.
- 이하늬와 이동휘는 영화 《부라더》 이후로 2년만에 재회한다.
- 진선규와 이동휘는 tvN 금토드라마 《안투라지》 이후로 3년만에 재회한다.
- 진선규와 김윤배는 영화 《범죄도시》 이후로 2년만에 재회한다.
- 신하균은 영화 《악녀》 이후로 이 작품에서도 최종 보스로 나왔다.
- 일본의 성우 사쿠라 아야네가 기생충과 함께 재미있게 본 한국 영화로 꼽기도 했다.